# Pod Kamenným vrchem
Pod Kamenným vrchem este o arie protejată (arie specială de conservare — SAC, sit de importanță comunitară — SCI) din Republica Cehă întinsă pe o suprafață de 12,12 ha, integral pe uscat.

## Localizare
Centrul sitului Pod Kamenným vrchem este situat la coordonatele 49°37′00″N 15°53′52″E / 49.616667°N 15.897778°E.

## Înființare
Situl Pod Kamenným vrchem a fost declarat sit de importanță comunitară în aprilie 2005 pentru a proteja 1 specie de plante. Situl a fost protejat și ca arie specială de conservare în iulie 2012.

## Biodiversitate
Situată în ecoregiunea continentală, aria protejată nu include niciun habitat protejat.
La baza desemnării sitului se află o specie protejată de  plante: Coleanthus subtilis.